# Bertrand du Guesclin
Pour les articles homonymes, voir Du Guesclin.
Bertrand du Guesclin, parfois écrit Duguesclin, né vers 1320 au château de la Motte-Broons, à Broons près de Dinan, et mort le 13 juillet 1380 devant Châteauneuf-de-Randon (actuel département de la Lozère), est un noble breton, connétable de France et de Castille, personnage majeur de la première partie de la guerre de Cent Ans.

## Biographie

### Origine
Né vers 1320 à Broons, Bertrand est le fils aîné des dix enfants de Robert II du Guesclin (v. 1300-1353), seigneur de la Motte-Broons, et de son épouse Jeanne de Malesmains (morte en 1350), dame de Sens-de-Bretagne. Bertrand du Guesclin est issu d'une rustique seigneurie de la petite noblesse bretonne. Les Guesclin font en effet partie des familles nobles de Bretagne, mais Robert du Guesclin n'appartient qu'à la branche cadette de la famille (la branche aînée vit au château du Plessis-Bertrand et au château de la Motte-Jean) et occupe un modeste manoir à la Motte-Broons, dans le pays gallo, ce qui veut dire que sa langue maternelle fut une langue d'oïl et non le breton.

### Enfance
Comme il est d'usage, Bertrand est placé en nourrice et est élevé parmi des paysans jusqu'à l'âge de cinq ans. Le portrait peu flatteur qui nous est laissé par les historiens le décrit, « petit », « les jambes courtes » et « noueuses », « les épaules démesurément larges », « les bras longs », « une grosse tête ronde et ingrate », « la peau noire comme celle d'un sanglier ». Sa laideur (la Chanson de Bertrand du Guesclin du trouvère Cuvelier dit de lui qu'il fut « l'enfant le plus laid qu'il y eût de Rennes à Dinan ») et sa brutalité lui valent l'opprobre parental. Bien qu'il soit l'aîné d'une fratrie de dix enfants, sa mère donne la préférence à ses deux frères cadet et puîné, et son père le traite assez mal, refusant de le former à la chevalerie : la chronique de Cuvelier dit de ses parents qu'ils « le détestaient tant, que souvent en leur cœur ils désiraient qu’il fût mort ou noyé dans l’eau courante ».
Vers l'âge de six ans, il gagne néanmoins le respect de sa mère et ses cadets : selon les chroniques médiévales de l'époque (qu'il faut lire de nos jours avec une certaine circonspection à cause de leur tendance à embellir les actions des personnages — et de leurs proches — commanditaires ou protecteurs du chroniqueur, comme les Chroniques de Froissart), relégué comme à son habitude dans un coin de la pièce lors d'un repas familial en l'absence du père, il explose de colère et bouscule ses frères pour prendre sa place d'aîné sur le banc. Sa mère s'apprête à le punir quand il renverse la lourde table. Alors, une femme juive convertie, versée dans la chiromancie, venue pour raconter la bonne aventure, prédit la gloire à ce fils belliqueux. Bertrand est désormais traité avec les égards dus à son rang. Selon un vers de Cuvelier contant que « lire ne savait, ni écrire, ni compter », nombre d'historiens en ont déduit que du Guesclin était illettré, ce qui est peu vraisemblable, ses parents lui ayant certainement donné une éducation nobiliaire digne de leur statut.

### Le premier tournoi
Selon les chroniques de l'époque, il se fait remarquer dès son enfance par sa force, son habileté dans les exercices du corps et ses goûts belliqueux avec ses compagnons de jeunesse, des paysans roturiers. Bagarreur, il se sent la vocation de guerrier. Alors qu'il s'est enfui (ou a été chassé par ses parents ?) chez son oncle (Bertrand du Guesclin, seigneur de Vauruzé) à Rennes, il assiste à un tournoi sur la place des Lices de cette ville le 4 juin 1337, auquel il a interdiction de participer : un de ses cousins, vaincu, quitte la lice et lui prête son équipement. Toujours selon les chroniques de l'époque, Bertrand défait, masqué, douze ou quinze chevaliers selon les versions, avant de refuser de combattre son père en inclinant sa lance par respect au moment de la joute, à la grande surprise de l'assemblée qui se demande qui est ce chevalier sans blason. Un seizième chevalier qui le défie parvient à faire sauter la visière de son heaume. Robert du Guesclin découvre le visage de son fils : ému et fier, il s'engage à l'armer grâce à une collecte réalisée auprès de ses proches. Bertrand va pouvoir ainsi gagner sa réputation d’excellent tournoyeur.

### Guerre de succession de Bretagne

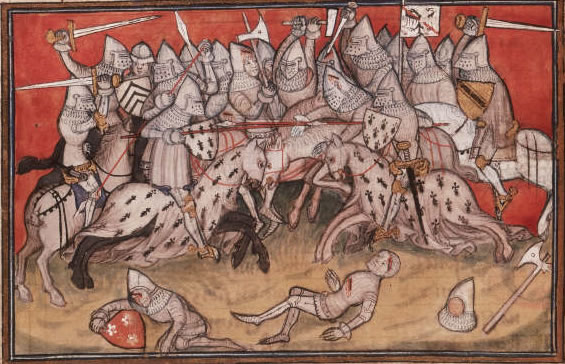
La bataille d'Auray, d'après la Chronique de Bertrand du Guesclin par Cuvelier.

Il commence à signaler sa bravoure dans les guerres que se livrent Charles de Blois et les comtes de Montfort, Jean II et son fils Jean III, pour l'héritage du duché de Bretagne. Il se fait remarquer aussi dès le début de la guerre de Cent Ans, notamment en 1354 en prenant par ruse le château de Grand-Fougeray et en 1357 en participant à la défense de Rennes assiégée par Henri de Grosmont, duc de Lancastre. Du Guesclin ayant gagné le respect de la noblesse à la pointe de son épée, le chevalier Alacres de Marès, dépendant du bailliage de Caux, l'adoube chevalier au château de Montmuran dans les Iffs en 1357 (ou en 1354, par Arnoul d'Audrehem sur un champ de bataille entre Bécherel et Combourg, d'après d'autres sources). Il prend alors pour devise « Le courage donne ce que la beauté refuse ». Il est nommé capitaine de Pontorson et du Mont Saint-Michel sur recommandation de Pierre de Villiers. Il promet « qu'il ne trouveroit jamais occasion qu'il ne chargeast les Anglois quelque part qu'il les renconstrat ».
En 1360, il est lieutenant de Normandie, d'Anjou et du Maine puis, en 1364, capitaine général pour les pays entre Seine et Loire et chambellan de France.
Alerté par Guillaume de Craon, seigneur de Sablé, qu'une troupe anglaise dirigée par Hugues de Calveley se dirige vers Juigné-sur-Sarthe en janvier 1361, ce dernier se propose de se joindre à lui pour les attaquer. Du Guesclin se retrouve isolé et est fait prisonnier. Il retrouve sa liberté après le paiement d'une rançon de 30 000 écus. Hugues de Calveley devient par la suite l'un de ses lieutenants en Espagne.
Du Guesclin s'illustre en 1364 lors des prises de Rolleboise, de Mantes et de Meulan et célèbre l'avènement de Charles V en avril 1364, en remportant la bataille de Cocherel contre l'armée de Charles de Navarre. Il prend ensuite Valognes où son fidèle Guillaume Boitel, qui commande l'avant-garde, joue le rôle déterminant. Il reçoit le comté de Longueville en Normandie.
Après ces victoires, il vole de nouveau au secours de Charles de Blois en Bretagne ; mais, en septembre 1364, à la bataille d'Auray, malgré tous ses efforts, son parti est battu : il est fait prisonnier par John Chandos, chef de l'armée anglaise. Sa rançon est de 100 000 livres. Le roi de France paie 40 000 livres, Guy XII de Laval répond du reste.

### Guerre civile espagnole

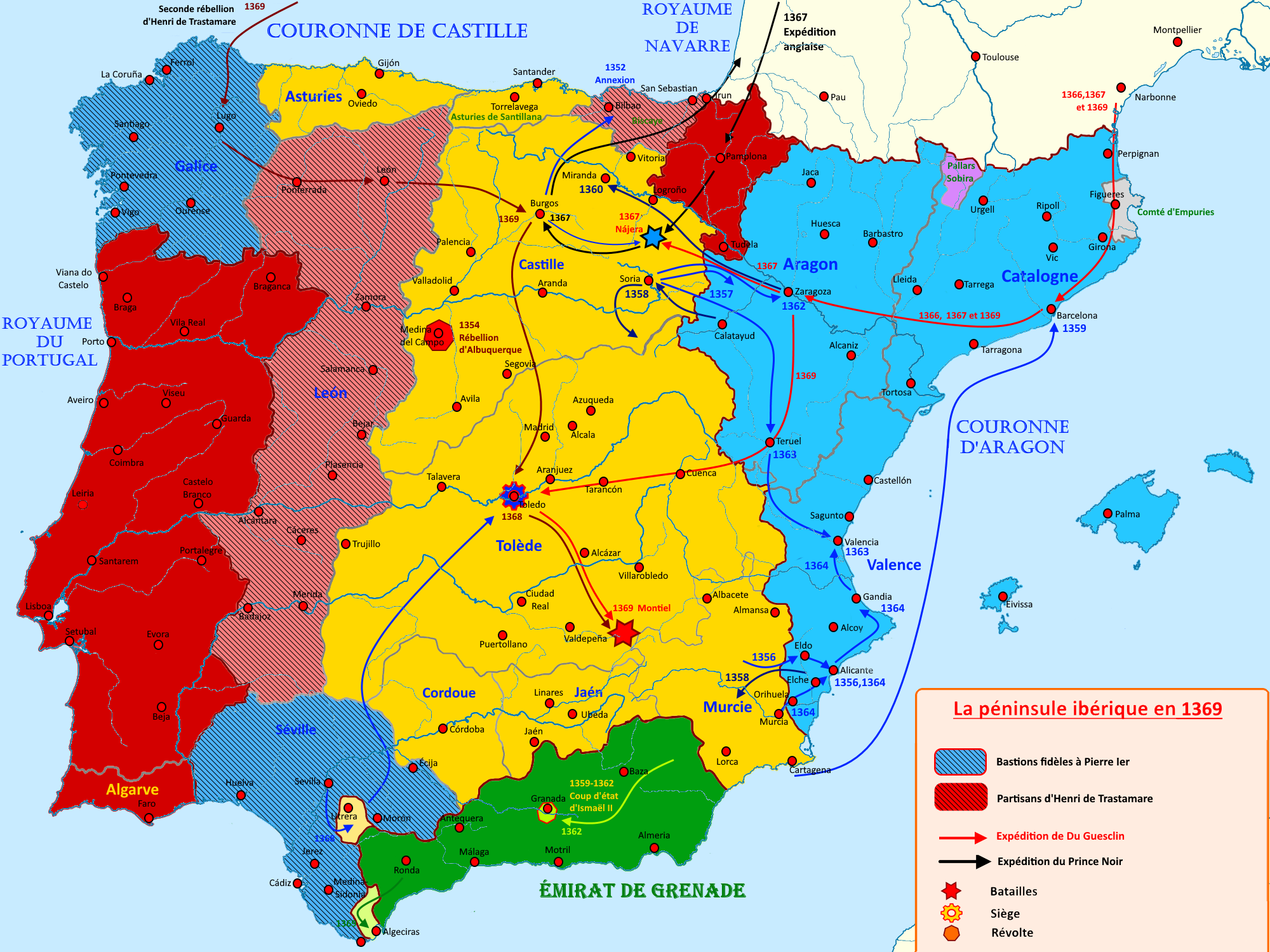
La guerre civile castillane.

En 1365, à la demande du roi de France, il délivre le royaume des Grandes compagnies, groupes de mercenaires qui ravageaient les provinces. Il les persuade de participer à la première guerre civile de Castille aux côtés d'Henri de Trastamare qui dispute à Pierre le Cruel le trône de Castille. Avec l'aide de son fidèle lieutenant Guillaume Boitel qui dirige son avant-garde, il s'y couvre de gloire, et déjà il a anéanti le parti de Pierre le Cruel, lorsque celui-ci appelle à son secours le Prince Noir, gouverneur de Guyenne.
Du Guesclin est défait par les Anglais du Prince Noir à la bataille de Nájera, livrée contre son avis (1367). Il est fait prisonnier et libéré sur parole grâce à l'insistance de Hugues de Calveley auprès du Prince Noir. Du Guesclin collecte des fonds auprès de ses amis pour payer la rançon de ses officiers et reconstituer ainsi son armée avant de payer sa propre rançon qu'il a lui-même fixée d'abord à 100 000 livres puis à 60 000 livres, ayant compris que le Prince Noir ne pouvait accepter qu'il vaille si cher. L'épouse du Prince Noir, qui admire du Guesclin, verse 10 000 livres à son mari sur sa cassette personnelle et le solde est à nouveau payé par Charles V. En 1369, Du Guesclin retourne en Espagne où il remporte la bataille de Montiel contre Pierre le Cruel et l'armée des Sarrazins venus du Maroc. Il rétablit Henri sur le trône et, en récompense de ses actions en Espagne, il est fait duc de Molina.

### Connétable de France

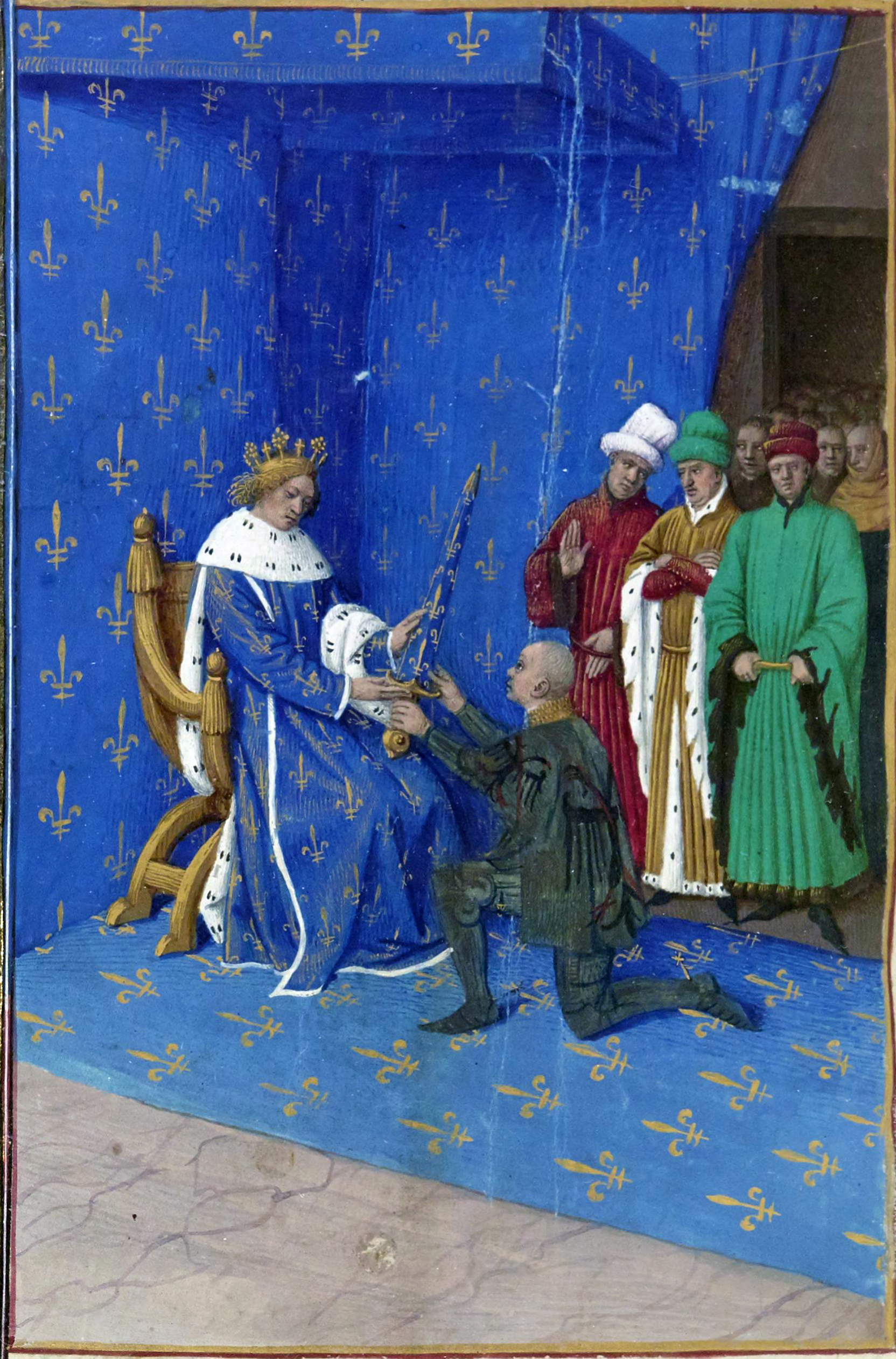
Remise de l'épée de connétable à Bertrand du Guesclin. Miniature des Grandes Chroniques de France attribuée à Jean Fouquet, vers 1455-1460, BnF, Fr.6465.

En octobre 1370, revenu en France, il est fait connétable de France par Charles V. Sa grande entreprise va être d'expulser les Anglais. Contrairement aux habitudes de la chevalerie française, il ne procède pas par grandes campagnes avec tout l'ost français, mais préfère reconquérir méthodiquement des provinces entières, assiégeant château après château. Il va chasser les Anglais de la Normandie, de la Guyenne, de la Saintonge et du Poitou.
Bien souvent, le siège ne dure pas, l'issue en étant accélérée par un assaut victorieux ou plus souvent encore par une ruse. Pour libérer Niort de la domination anglaise, il utilise un subterfuge : il fait revêtir à ses soldats l'uniforme anglais. L'ennemi, confiant, ouvre les portes de la ville et l'armée de du Guesclin s'en empare.
Georges Minois, historien du Moyen Âge, qualifie ainsi les victoires et la reconquête menées par Bertrand du Guesclin : « Certes, il ne conduit qu'une petite troupe de quelques centaines d'hommes, mais il obtient avec eux des résultats plus importants qu'avec une grosse armée, coûteuse, lourde, encombrante et lente. » Cette tactique victorieuse est menée pour trois raisons majeures :
- premièrement, Charles V règne sur un royaume fragilisé par les guerres, le connétable doit se contenter de peu de moyens ;
- deuxièmement, cela lui permet de tirer le maximum de ses maigres effectifs : il a obtenu plus de résultats en un mois de campagne (décembre 1370) que Robert Knollys, le meilleur capitaine d'Édouard III, en six ;
- troisièmement, ce type de guerre, guerre d'embuscades, autrement dit, guérilla avant l'heure, est la mieux adaptée aux circonstances, puisqu'il s'agit de reprendre des châteaux dispersés, qui commandent routes et carrefours ; son petit groupe, mobile, souple, avec un noyau d'élite breton[22], bien soudé, anticipe les actions des « commandos » du XXe siècle en frappant vite, à l'improviste, en restant insaisissable, en entretenant l'insécurité chez l'ennemi et en le décourageant petit à petit. Cette stratégie s'avère très payante.

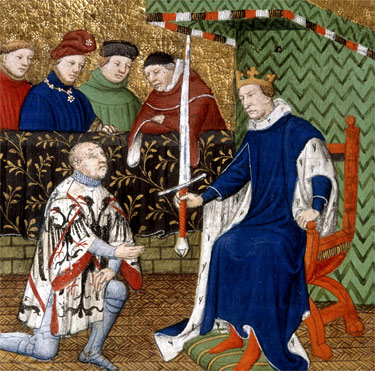
Du Guesclin est fait connétable de France par Charles V le Sage.

En 1374, il combat à La Réole. La même année, il se marie avec Jeanne de Laval dans la chapelle du château de Montmuran et en devient propriétaire par alliance jusqu'en 1380. En outre, son épouse lui apporte en dot le château de Montsabert en Anjou. Le château de Montsûrs est dès lors sa demeure, et il y réside dans les périodes hors-guerre. Il y traitera du mariage de sa nièce Marie d'Orange, avec Jean, vicomte de Vendôme.
En 1376, il reçoit la seigneurie de Pontorson en Normandie. Charles V, ayant en 1378 fait prononcer la confiscation du duché de Bretagne, occupé par ses officiers depuis 1373, le duc Jean IV étant en exil à Londres, provoque une fronde nobiliaire bretonne et le rappel du duc exilé en Angleterre. L'inaction de du Guesclin lors du débarquement de Jean IV à Dinard le fait soupçonner de trahison. Il est indigné d'un tel soupçon. Selon la version non établie de la chronique de Jean Cabaret d'Orville, il aurait même renvoyé aussitôt au roi son épée de connétable et voulu passer en Espagne auprès d'Henri de Trastamare. Ayant retrouvé la confiance du roi grâce à l'entremise du duc d'Anjou, il retourne dans le Midi pour combattre encore les Anglais. En 1378, il participe à la campagne contre la Bretagne, avec son cousin Olivier de Mauny — chevalier banneret, seigneur de Lesnen et pair de France, qui fut nommé capitaine général de Normandie et chambellan de Charles V en 1372.
En 1380, il combat contre les Grandes compagnies en Auvergne et dans le Sud du Massif central, où il met le siège devant Châteauneuf-de-Randon (Gévaudan). Après plusieurs assauts terribles, la place promet de se rendre au connétable lui-même, si elle n'est pas secourue dans 15 jours. Du Guesclin, pris d'une forte fièvre, meurt dans l'intervalle. La tradition attribue son décès à la consommation d'eau glacée pendant les chaleurs de l'été, une allégation commune à cette époque. Il aurait étanché sa soif à la fontaine de la Cloze / Glauze (selon les sources), visible au hameau d'Albuges. Le jour de son décès, le 13 juillet 1380, le gouverneur vient, la trêve expirée, déposer en hommage les clefs de la place sur son cercueil. Son corps est déposé à Saint-Denis.

### Chronologie
- 1320 :

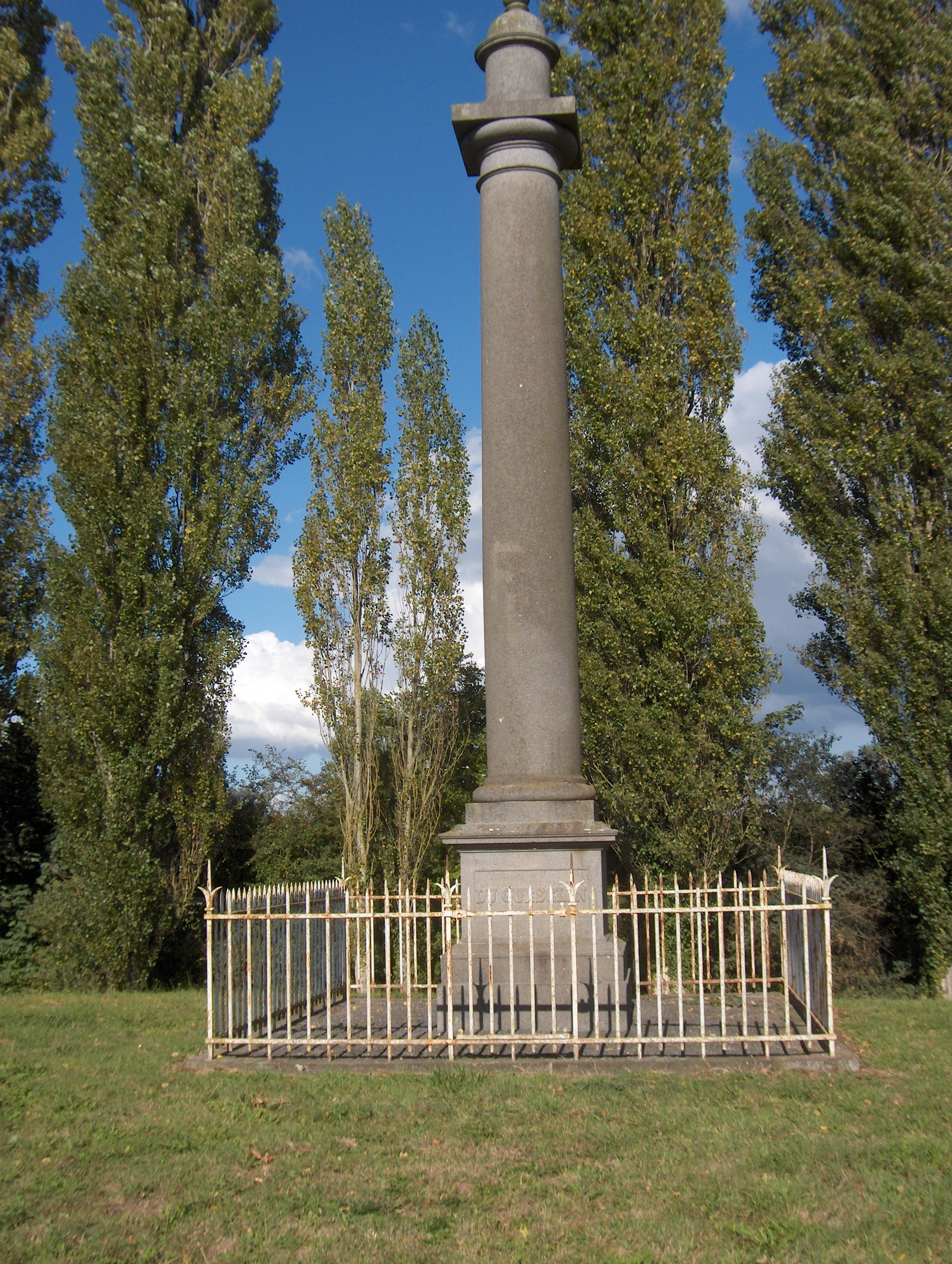
La colonne du Guesclin, Broons, Côtes-d'Armor.

  - Naissance de Bertrand du Guesclin au château de la Motte-Broons, près de Dinan.
- 1337 :
  - Il participe à un tournoi à Rennes, remporte anonymement plusieurs combats avant de refuser de combattre son père, devant qui il retire son heaume.
- 1356 :
  - Lors du siège de Rennes (1356-1357), il ravitaille la ville et effectue plusieurs coups de main.
- 1359 :
  - Il défend avec succès Dinan assiégée par les troupes anglaises.
  - 18 juin : lors du siège de Melun, il fait la rencontre décisive avec le dauphin Charles.
- 1361 :
  - Il est fait prisonnier à Juigné-sur-Sarthe, et libéré sur rançon.
- 1363 :
  - Il capture plusieurs villes occupées par les Anglais et attaque leurs bateaux à partir de Saint-Pol-de-Léon.
- 1364 :
  - Avril : il prend Mantes le 7 avril, Rolleboise le 9 avril, Meulan le 11 avril puis Vernon, Vétheuil et Rosny.
  - 16 mai : victoire de Cocherel.
  - 29 septembre : il est fait prisonnier lors de la bataille d'Auray.

- 1365 :

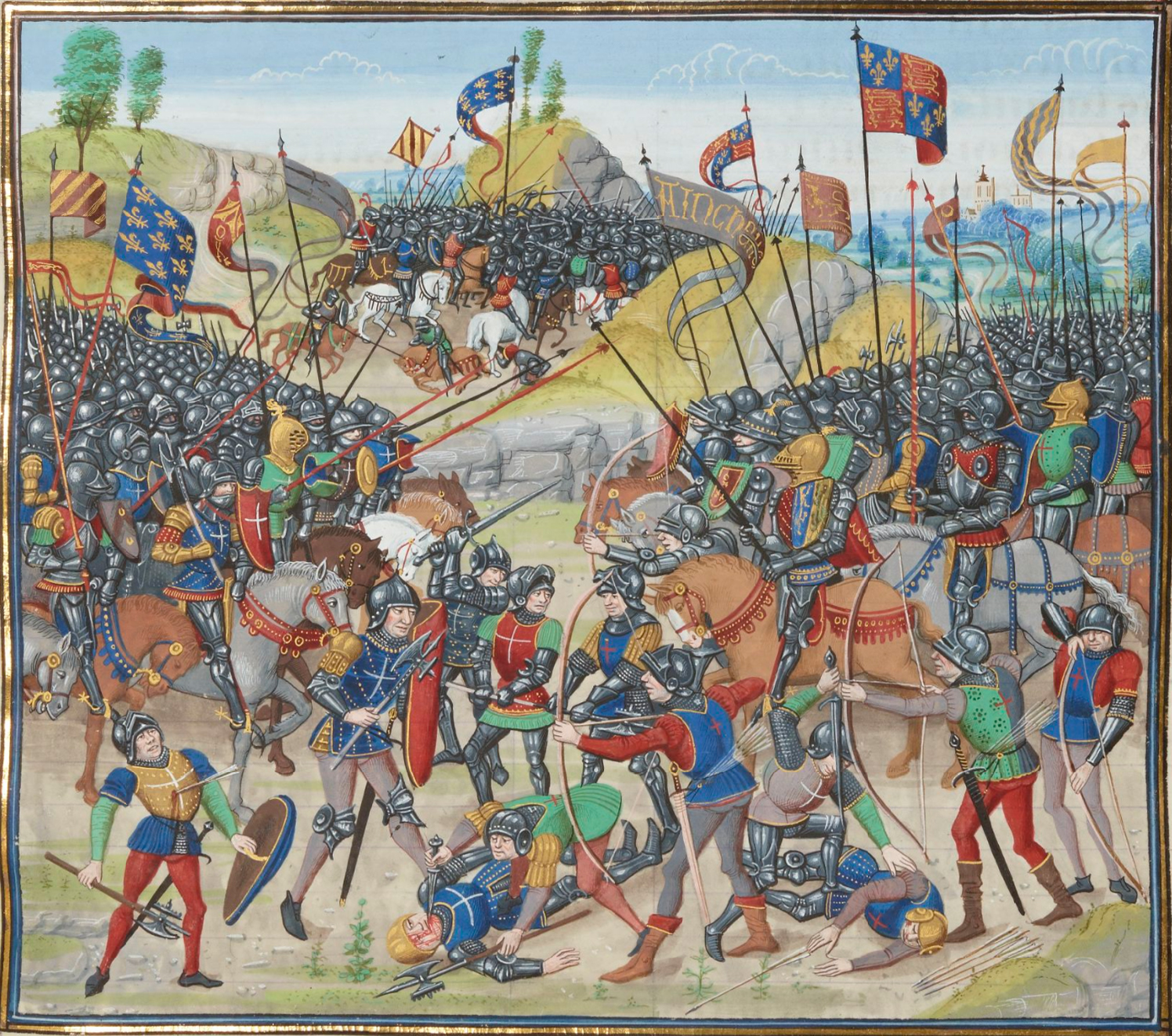
La bataille d'Auray, Loyset Liédet, BNF.

  - Il est libéré après le paiement d'une rançon de 100 000 livres.
  - Septembre : sur demande de Charles V de France, il part à la tête des grandes compagnies aider Henri de Trastamare pour devenir roi de Castille.
  - Décembre : il franchit les Pyrénées au col du Perthus, et arrive le 20 à Barcelone.
- 1366 :
  - Février : il arrive à Saragosse et entre en Navarre. Il reçoit le comté de Borjà
  - Mars : il pénètre en Castille et marche contre Pierre le Cruel alors à Burgos.
  - Mai : il entre à Tolède puis Séville.
  - Juin : il est à Cordoue.
- 1367 :
  - Février : l'armée de Du Guesclin est à Santo Domingo de la Calzada.
  - Avril : il est fait prisonnier lors de la bataille de Nájera et emmené en captivité à Bordeaux.
- 1368 :
  - 17 janvier : Bertrand du Guesclin, est libéré contre une rançon de 100 000 doublons d'or de Castille.
  - Printemps : sur demande du duc d'Anjou, frère du roi de France, il assiège Tarascon le 4 mars et y pénètre. Après dix-neuf jours de siège infructueux, il se retire et repasse le Rhône, non sans perdre Tarascon reprise par les troupes de Provence, puis il assiège Arles.
  - Décembre : il est envoyé en Castille pour aider Henri de Trastamare, à garder son trône.

- 1369 :

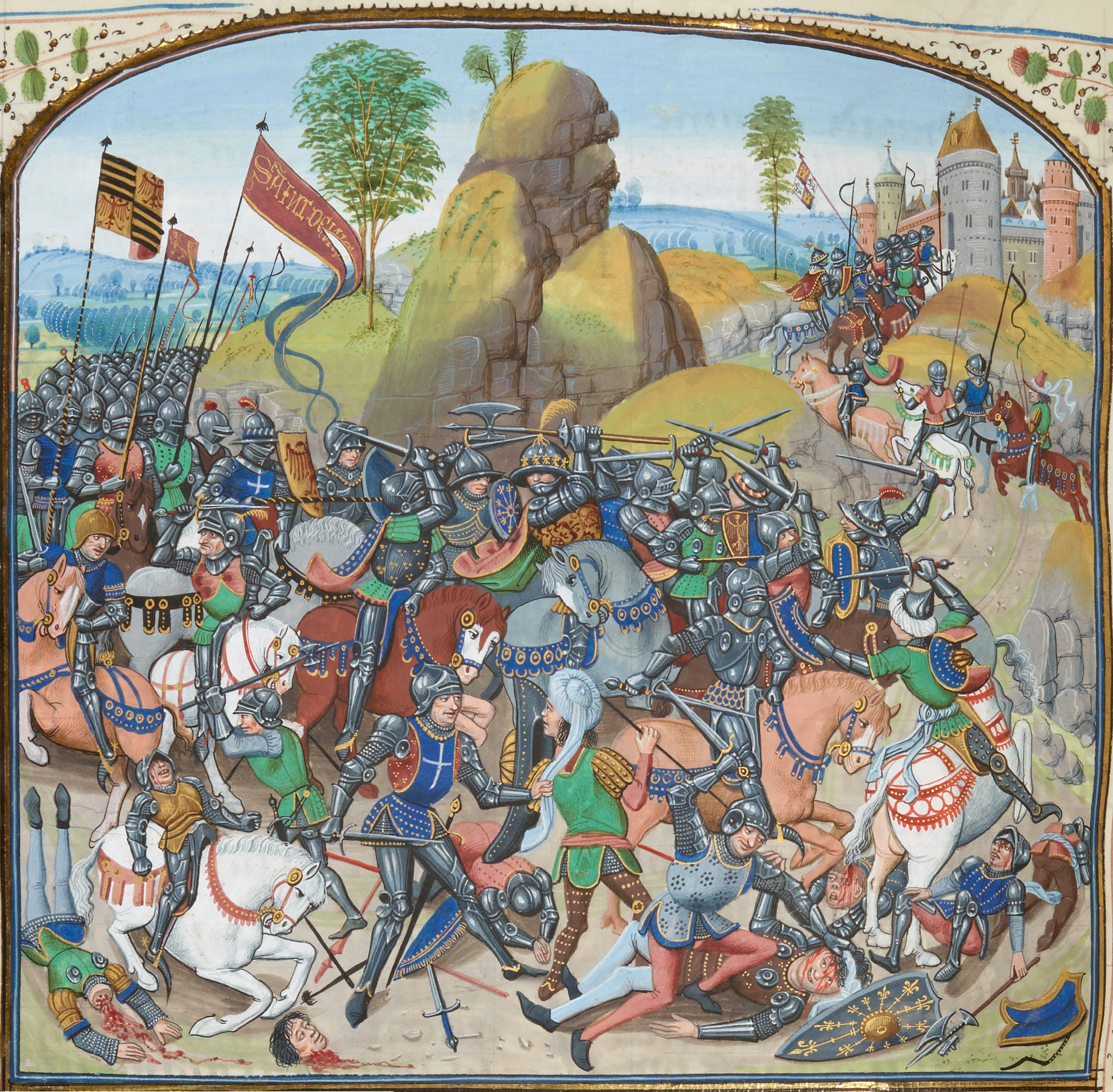
Bataille de Montiel, victoire franco-castillane.

  - 14 mars : il est à la tête des troupes à la bataille de Montiel.
- 1370 :
  - 20 juillet : Bertrand du Guesclin est de retour en France après sa campagne d'Espagne.
  - 2 octobre : Bertrand du Guesclin est fait connétable de France, plébiscité par le Grand Conseil.
  - 23 octobre : il signe un accord d'alliance avec Olivier V de Clisson à Pontorson.
  - 1er décembre : Du Guesclin quitte Caen et se dirige vers les troupes de Robert Knowles et Thomas Granson positionnées entre Vendôme et Château-du-Loir sur le Loir.
  - 4 décembre : il bat les troupes anglaises à la bataille de Pontvallain.
  - 8 décembre : poursuivant les Anglais, il les défait devant Bressuire.
  - 15 décembre : il continue sa poussée et fait tomber Saumur.
- 1371 :
  - Avril : Olivier V de Clisson et du Guesclin mettent le siège devant Bécherel.
- 1372 :
  - Février : il prend Conches.
  - Juin-juillet : ses troupes prennent Montmorillon, Chauvigny, Lussac, Moncontour, Sainte-Sévère.
  - 18 septembre : Du Guesclin signe le traité de Surgères avec la noblesse du Poitou et de la Saintonge.
  - Novembre : Thouars repasse française

- 1373 :

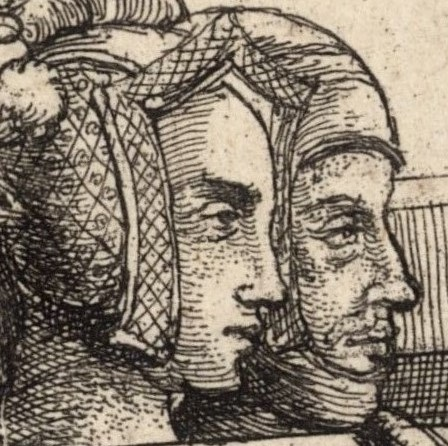
Chevauchée de Lancastre (1373), Jean de Gand, représenté ici sur son gisant avec sa première épouse Blanche de Lancastre à la Cathédrale Saint-Paul de Londres.

  - Mars : il met le siège devant Chizé. La ville est prise après la bataille de Chizé.
  - Avril : le connétable prend Niort, Lusignan, La Roche-sur-Yon, Cognac, Mortemer. Après le débarquement anglais à Saint-Malo, il se dirige sur la Bretagne.
  - Juin : Du Guesclin assiège Brest tenue par les Anglais.
  - 14 juillet : il attaque Jersey.
  - Août-décembre : lors de la chevauchée de Lancastre, il harcèle avec d'autres capitaines les troupes anglaises.
- 1374 :
  - Août-septembre : Du Guesclin et le duc d'Anjou lancent une offensive en Guyenne et prennent Penne-d'Agenais, Saint-Sever, Lourdes, Mauléon, Condom, Moissac, Sainte-Foy-la-Grande, Castillon, Langon, Saint-Macaire, Sainte-Bazeille, La Réole.
- 1375 :
  - 17 février : il prend Gençay.
- 1377 :
  - juillet : dès la fin de la Trêve de Bruges, engage l'offensive terrestre contre les Anglais, en Bretagne et en Guyenne avec le duc d'Anjou
- 1378 :
  - Avril-juin : Du Guesclin et Philippe II de Bourgogne lancent une campagne contre les possessions normandes du roi de Navarre Charles le Mauvais allié des Anglais. Bernay, Carentan, Valognes, Avranches, Remerville, Beaumont, Breteuil, Saint-Lô, Évreux, Pacy-sur-Eure, Gavray, Nogent-le-Roi, Anet, Mortain et Pont-Audemer sont conquises.
  - Novembre-décembre : le siège qu'il met devant Cherbourg est un échec.
- 1380
  - Juin-juillet : il combat les Grandes compagnies qui sévissent dans le Bourbonnais et l'Auvergne et met le siège devant Chaliers du 20 au 26 juin.
  - 13 juillet 1380 : Bertrand du Guesclin meurt, malade, lors du siège de Châteauneuf-de-Randon.

### Ses principaux généraux
Lors de la guerre d'Espagne et des campagnes de France qui suivirent, Bertrand du Guesclin était secondé par des dits généraux bretons, français et anglais :
- le maréchal Arnoul d'Audrehem ;
- Hugues de Cauvelay[28] ;
- Gautier[28] (sujet anglais) ;
- Pierre le Bègue de Villaines ;
- Guillaume Boitel ;
- les sires de Beaujeu et Eustache de La Houssaye[29] ;
- Olivier du Guesclin son frère ;
- Olivier de Mauny son cousin, (d'après les Anciens mémoires sur Du Guesclin[30], traduction de Claude-Bernard Petitot[31]).
- Louis de Sancerre;

## Quadruple sépulture
La reconnaissance politique que le roi Charles V veut témoigner à son connétable vaut à du Guesclin le privilège d'une quadruple sépulture. La partition de son corps (dilaceratio corporis, « division du corps » en cœur, entrailles, chairs et ossements) avec des sépultures multiples permet ainsi la multiplication des cérémonies (funérailles du corps, la plus importante, puis funérailles du cœur, des chairs et funérailles des entrailles) et des lieux (avec un tombeau de corps, de cœur, de chairs et un tombeau d'entrailles) où honorer le défunt. Bertrand du Guesclin est probablement le seul défunt au monde inhumé dans quatre tombeaux.
Du Guesclin a souhaité par testament que son corps repose en Bretagne après sa mort. Au cours d'un arrêt du cortège funèbre au Puy-en-Velay, le corps est éviscéré et subit un premier embaumement, les viscères étant inhumés dans l'église du couvent des Dominicains dans un tombeau couvert d'un gisant réaliste du connétable, portant la barbe et la moustache des guerriers en campagne. Arrivé à Montferrand quelques jours plus tard, un nuage de mouches obscurcit le cortège, suivant de près la charrette sur laquelle le corps est déposé. En l'absence des embaumeurs royaux, l'opération d'embaumement a échoué : maladresse des praticiens ? chaleur estivale trop forte ? Il est décidé de faire bouillir le corps dans une marmite de vin aromatisé d'épices pour détacher les chairs du squelette, technique funéraire d'excarnation connue sous le nom de mos Teutonicus, l'« usage teuton ». Les chairs sont inhumées au couvent des Cordeliers de Montferrand. Le squelette et le cœur poursuivent leur route vers la Bretagne. Passant outre aux dernières volontés du défunt, le roi Charles V décide de faire enterrer les ossements de son connétable dans la basilique royale de Saint-Denis, aux pieds même du tombeau qu'il se fait alors préparer pour lui-même. Son cœur seul parvient en Bretagne où il est déposé sous une dalle d'une chapelle du couvent des Jacobins à Dinan. La chapelle tombant en ruine au XIXe siècle, le 9 juillet 1810, la pierre tombale et l'urne contenant le cœur sont transférées dans l'église Saint-Sauveur de Dinan.
Sa sépulture à Saint-Denis (sous un gisant en armure avec ses deux solerets, genouillères et cubitières, un surcot et un baudrier sur lequel est attaché d'un côté une dague anachronique, de l'autre côté l’épée dans son fourreau de cuir et l’écu en métal doublé de cuir et gravé avec ses armoiries, l'œil gauche percé, marque d’un coup de lance reçu en combattant les Anglais en 1364), comme celles de la plupart des princes et dignitaires qui y reposaient, est profanée par des révolutionnaires en 1793, comme l'est aussi le tombeau contenant ses chairs bouillies (à Montferrand). Cependant il n'est pas entièrement détruit, le gisant étant conservé et toujours en place à Saint-Denis dans la chapelle de Saint-Jean Baptiste : il est l’œuvre des sculpteurs Thomas Privé et Robert Loisel et fut achevé en 1397.
Quant au tombeau qui contient ses entrailles (église Saint-Laurent, au Puy), il échappe à la profanation : l'urne est mise en dépôt à la mairie en vue de lui donner une sépulture laïque puis est finalement replacée dans l'église Saint-Laurent avec son contenu ; ils y demeurent toujours.
Trois des quatre tombes sont encore visibles et ornées de monuments, celle de Montferrand ayant disparu lors de la Révolution française. Les gisants de Saint-Denis et celui du Puy permettent d'observer un personnage et un visage apparemment sculptés à la ressemblance du sujet, par ailleurs connu par des descriptions physiques et plusieurs miniatures contemporaines, insistant toutes sur la laideur et la pugnacité que révélait son visage.
Il existe à Chateauneuf-de-Randon (Lozère) et au lieu-dit « L'Habitarelle » où se situait le campement de du Guesclin au moment de sa mort, un cénotaphe construit par subvention et souscription nationales, dont le gisant reproduit celui du Puy : sans casque, car il n'est pas mort au combat, avec un chien à ses pieds, le connétable porte la barbe alors qu'il est imberbe sur le gisant de la basilique Saint-Denis.
Eustache Deschamps a composé une Ballade sur le trépas de Bertrand du Guesclin.

Diverses sépultures
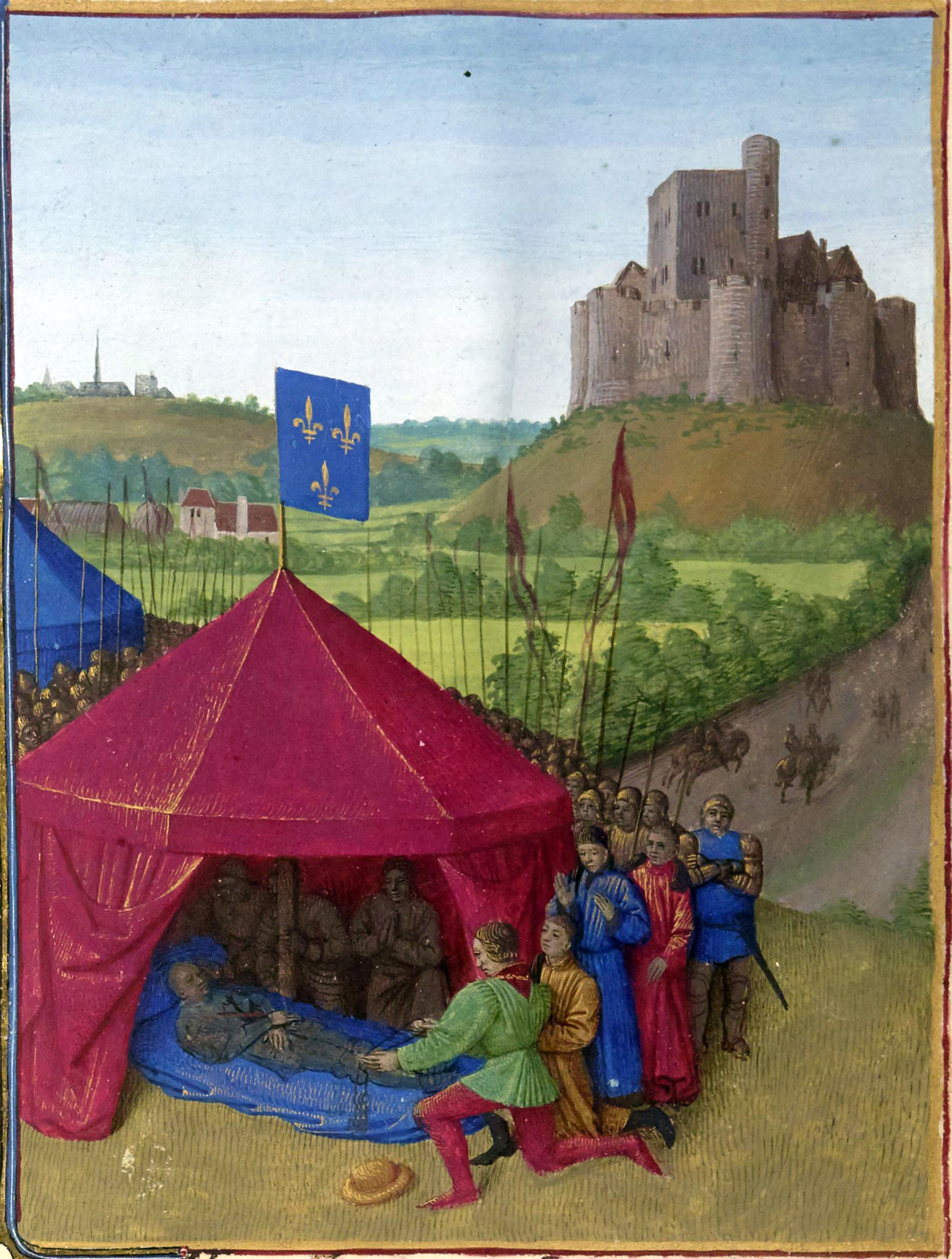
Mort de Bertrand du Guesclin.
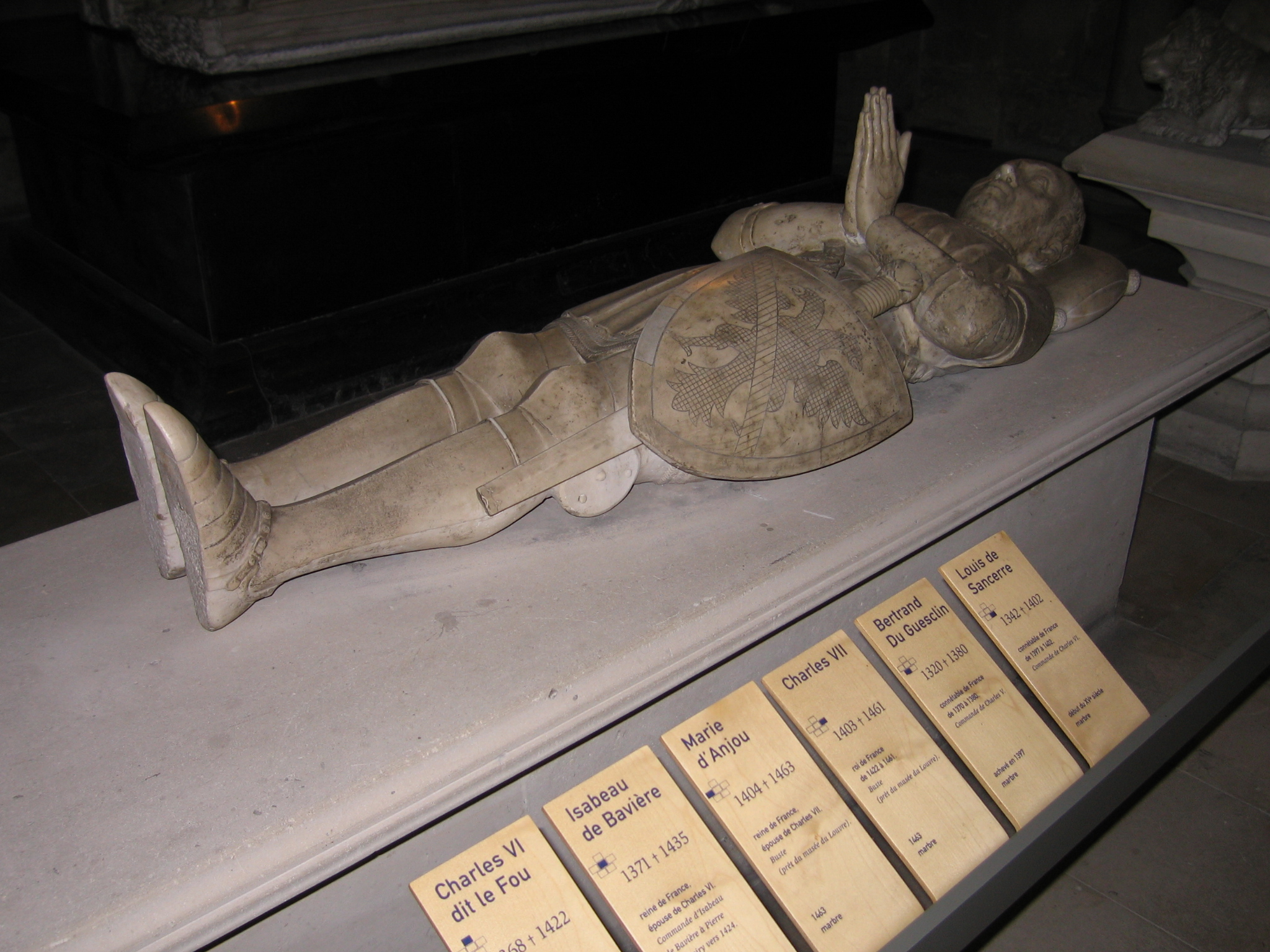
Gisant de Bertrand du Guesclin dans la basilique Saint-Denis[d]
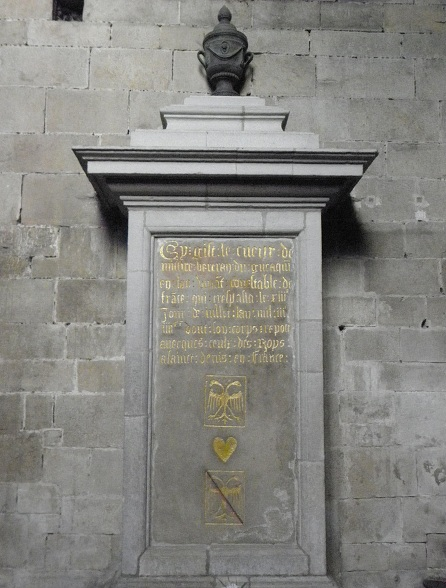
Cénotaphe du cœur dans la Basilique Saint-Sauveur de Dinan.
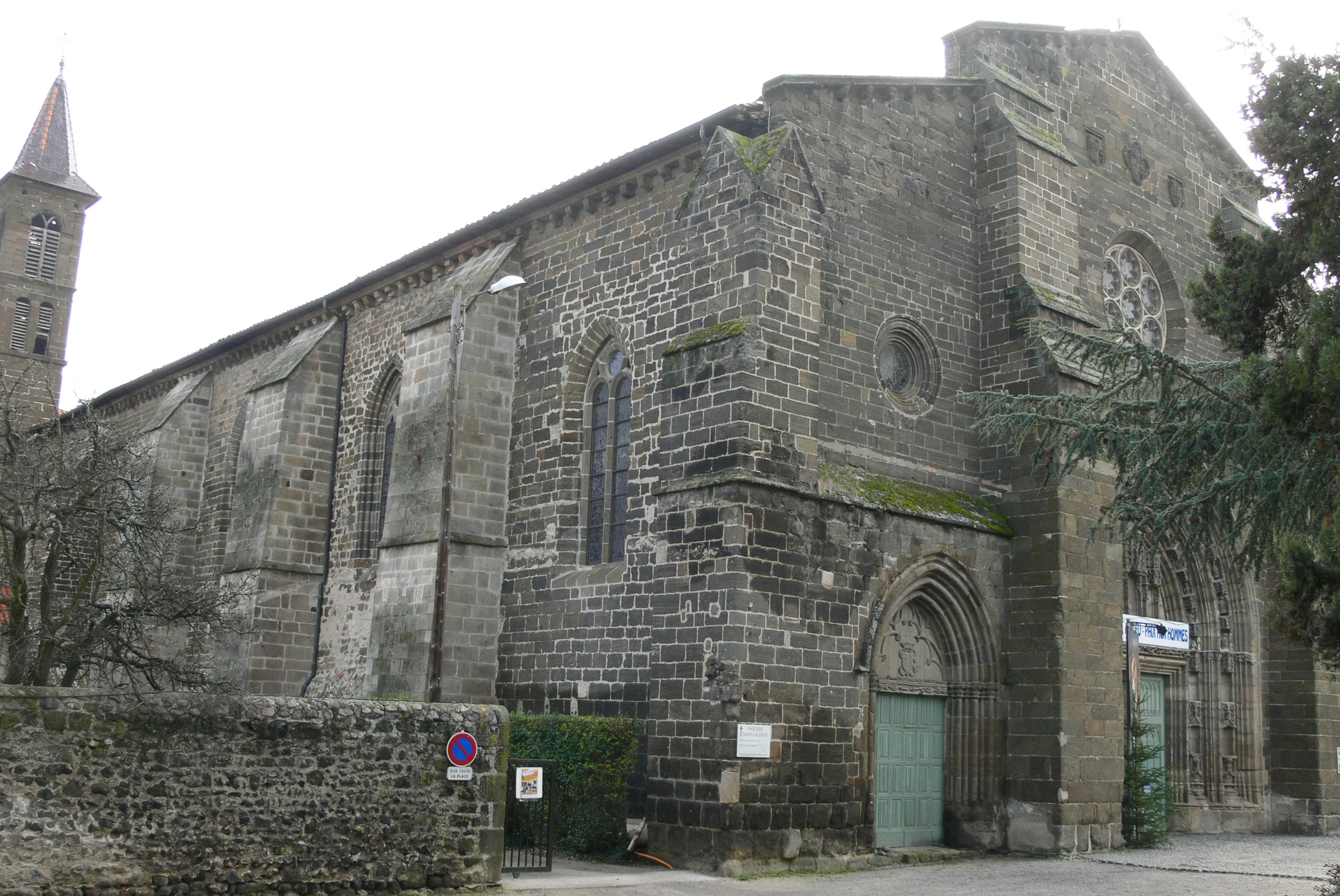
Église Saint-Laurent du Puy-en-Velay, Elle abrite, dans le chœur, un enfeu contenant les entrailles du connétable Bertrand Du Guesclin[39].

## Postérité
Du Guesclin laisse une image de grand homme dans l'histoire de France. Elle est partagée sans être unanime. Il est ainsi considéré, selon les sources, soit comme un héros français à la loyauté absolue, soit comme un traître (surtout pour les nationalistes régionaux). Les historiens du XXe siècle proposent des interprétations contradictoires : Eugène Déprez décrit le connétable comme le héros qui « a donné à Charles V le prestige des victoires et séduit son siècle par ses exploits. Toujours prêt à mourir pour défendre la France, il a éclipsé la renommée de tous les capitaines de son temps ». Édouard Perroy dénonce « le médiocre capitaine, incapable de gagner une bataille ou de mener à bien un siège de quelque envergure, tout juste bon à galvaniser les bandes de routiers pillards, qui reconnaissaient en lui leur maître, tout bouffi de son importance et pointilleux par surcroît d'honneur chevaleresque ». Philippe Contamine se pose la question d'une gloire usurpée.
Il doit son statut de héros au fait qu'il a de son vivant soigné son image en travaillant personnellement à sa propre réputation, et à la faire connaître, en comptant notamment dans son entourage Cuvelier, un trouvère qui composa de lui une biographie rimée. Il le doit également à la mythographie de sa mort (telle la ballade Sur le trépas de Bertrand du Guesclin d'Eustache Deschamps) ou à la description dans les Chroniques de Froissart de l'ascension sociale que sa naissance ne lui laissait espérer. Les poètes du XIVe siècle comme Cuvelier ou Deschamps l'adjoignent comme dixième héros aux Neuf Preux légendaires. Cette figure héroïque est également diffusée par la propagande nationaliste française du XIXe siècle avec des historiens comme Ernest Lavisse, Albert Malet (il est ainsi présenté comme précurseur de Jeanne d'Arc en cristallisant l'identité nationale du peuple français qui s'est construite autour du roi contre les Anglais) et est maintenue par des historiens du XXe siècle comme Jean Duché.
Son image de traître a une double origine :
- une origine historique : de son vivant, il subit l’opprobre des partisans de Jean de Montfort qui lui reprochent de soutenir Charles de Blois ; lors de l'épisode du retour d'exil de Jean IV de Bretagne en 1379 (la chanson An Alarc'h le qualifie expressément de traître[e]) ;
- une origine idéologique : les nationalistes bretons du XXe siècle le considèrent comme un traître à la fois en raison de cet événement, ainsi plus généralement que pour son engagement auprès de la France[44]. Le Mouvement ouvrier social-national breton, groupuscule collaborationniste, a détruit à coup de marteau la statue du Connétable de France se trouvant dans le Jardin des plantes de Rennes en 1941. L'organisation indépendantiste du Front de Libération de la Bretagne fait également exploser la statue de Du Guesclin à Broons le 12 février 1977.

Si la première origine de cette qualification de traître est purement partisane (Montfortistes contre Blésistes), la seconde origine est totalement anachronique : l'historien Louis Élégoët fait remarquer qu'il s'agit de la transposition, par les nationalistes, de leur vision moderne du concept de nation, alors que Du Guesclin vit à une époque où un système féodal est en place : ayant pris le parti de Charles de Blois lors de la guerre de Succession de Bretagne, il se positionne en vassal du seigneur de celui-ci, le roi de France Charles V, et, contrairement à nombre d'autres seigneurs de l'époque, ne changera jamais d'allégeance au cours de sa vie, en ayant fait une question de principe. Le parti des Montfort faisait, lui, appel aux Anglais quand le parti de Blois s'appuyait sur les Français.
Entre le petit nobliau de province qui se constitue une bande de partisans dans la forêt de Paimpont et le « bon » connétable à la tête de l'armée du roi Charles V le Sage (ce roi peu fait pour la guerre qui a rétabli la paix grâce à des chevaliers comme Du Guesclin), Bertrand du Guesclin constitue ainsi dans la mentalité collective une image « à mi-chemin entre un Robin des Bois breton et un Bayard médiéval ».

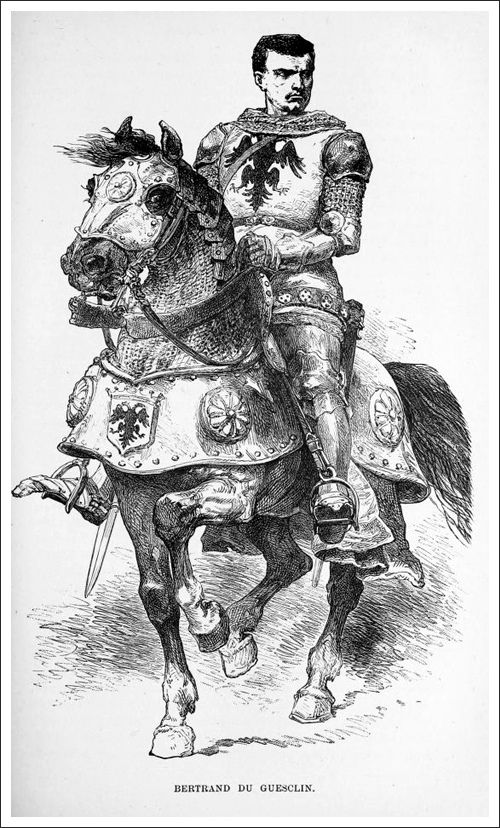
Bertrand du Guesclin, gravure d'Alphonse de Neuville, XIXe siècle.
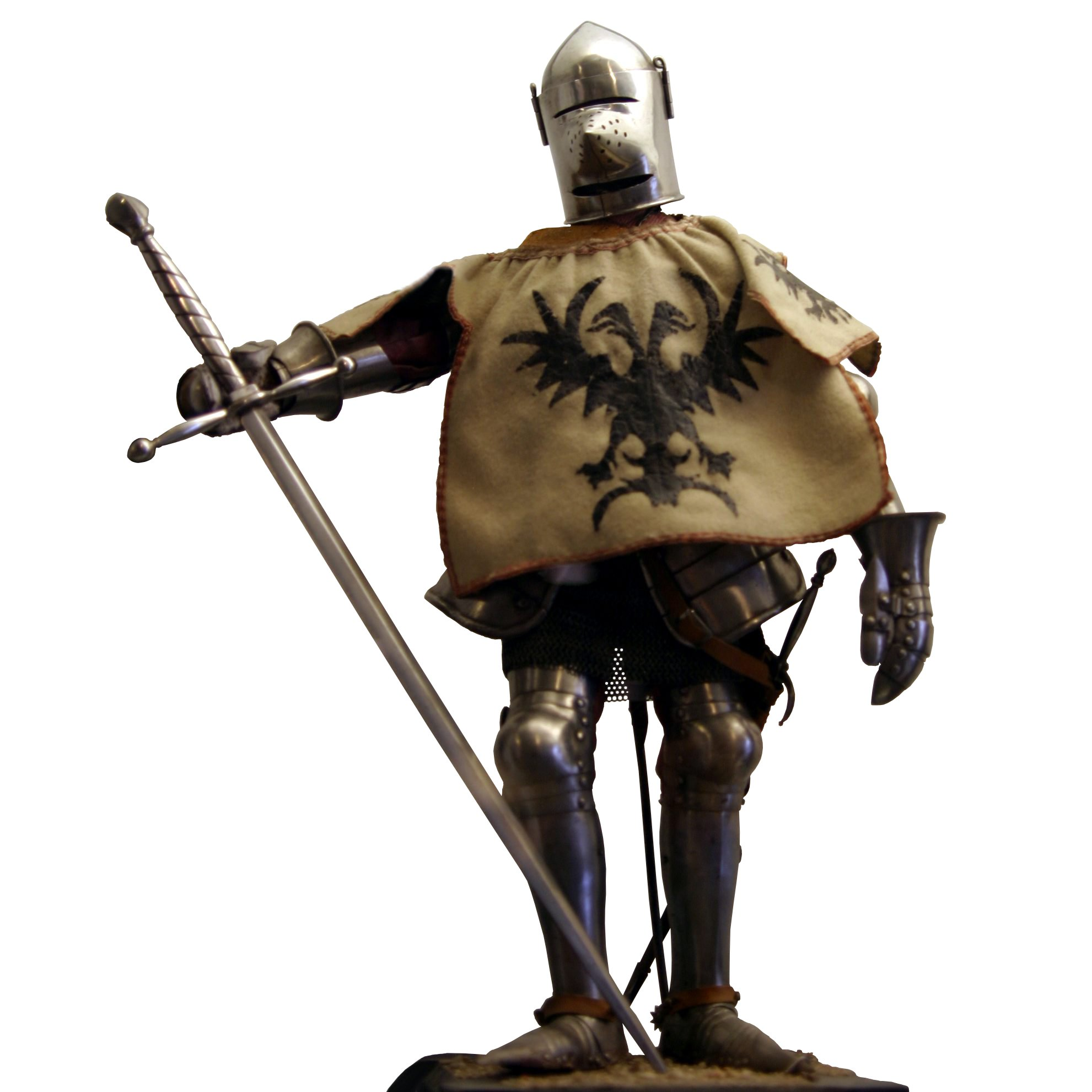
Mannequin reproduisant l'armure et la cotte d'armes de Bertrand du Guesclin, Musée de l'Armée (Paris).

## Famille

### Parenté
Bertrand du Guesclin avait un frère :
- Olivier du Guesclin : (dont la mort est située entre 1400[46] et 1403[47]) À la mort de Bertrand du Guesclin, il reprit le titre de comte de Longueville.

et deux cousins :
- Olivier de Mauny : capitaine général de Normandie, chambellan de Charles VI de France, seigneur de Lesnen ;
- Olivier du Guesclin : seigneur de Vauruzé, partisan de Charles de Blois, duc de Bretagne.

### Unions et descendance

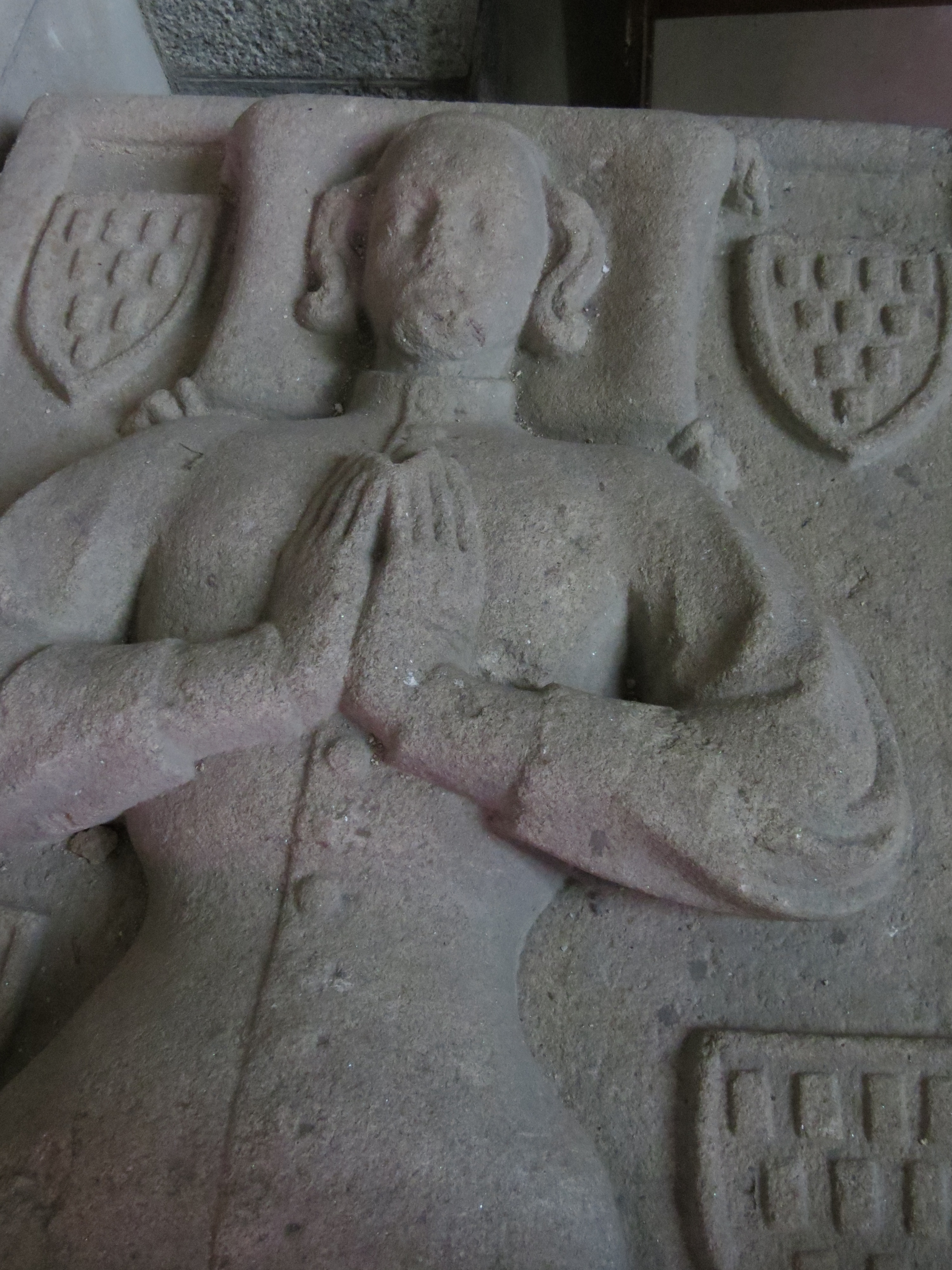
Détail gisant Tiphaine Raguenel, Abbaye Saint-Magloire de Léhon.

Il contracte deux mariages, qui ne laissent pas d'enfant :
- il est l'époux, en premières noces, probablement en 1363 à Vitré, de Tiphaine Raguenel (morte en 1373), fille de Robin III Raguenel, seigneur de Châtel-Oger, héros du combat des Trente, et de Jeanne de Dinan, vicomtesse de La Bellière ;
- il épouse, en secondes noces, le 21 janvier 1374 au château de Montmuran aux Iffs, Jeanne de Laval (morte après 1385), fille de Jean de Laval (mort en 1398), et d'Isabeau de Tinténiac. Après son veuvage, en 1380, Jeanne de Laval se remarie, le 28 mai 1384, avec Guy XII de Laval (mort en 1412), sire de Laval.

En revanche, il laisse des bâtards ou des enfants semi-légitimes. De sa relation avec Doña de Torró, Dame de Soria,,,, dame de la cour de la princesse Jeanne d'Aragon, on suppose qu'il a eu deux enfants (nés vers 1366) :
- Beltrán Torró[54],[55],[56], qui pourrait être l'ancêtre des marquis de Fuentès et qui est l'ancêtre de la famille Desclergues de Montblanc à Tarragone, par le fils de Beltrán Torró, Galceran Torró, grand-père de Francesc Torró y Miquel, qui a épousé Clementa Desclergue, fille  de Berenguer Desclergue, et a eu Pere Torró y Desclergue comme fils, qui a produit la famille qui a établi le Casal dels Desclergue sur la Plaza Mayor de Montblanc;

- Guérech Torró[57], qui a parmi ses descendants l'archevêque de Burgos Garcia de Torres[56].

Bertrand Du Guesclin, connu en Espagne sous le nom de Beltran Claquin, est apparu en Espagne en 1366-1374. Sa trajectoire et ses résidences incluent Molina, Soria et Montblanc et sont liées à son soutien à Henri de Trastamare.
On connaît également un troisième enfant, issu d'une autre relation (ou de Doña de Soria, la filiation étant mal établie) : Michel du Guesclin.

## Titres et devise
- Capitaine de Pontorson et du mont Saint-Michel.
- Comte de Longueville, en Normandie, lieutenant général de Normandie, en 1364 par le roi de France.
- Roi de Grenade, connétable de Castille, duc de Soria et duc de Molina, par le roi de Castille.
- Seigneur de Pontorson en Normandie, en 1376 par le roi de France.
- Connétable de France, 1370-1380.

La devise de Bertrand du Guesclin, dénote une disgrâce physique : celui du  « vilain petit canard ».
(latin : Dat virtus quod forma negat ; « Le courage donne ce que l'apparence refuse »).
Le poète Cuvelier placera au cœur du cheminement de son héros, au moment clé du sortir de l'enfance, lors du tournoi de Rennes : « Mais puisque je suis laid, je veux être hardi ».

## Armoiries
« D'argent à l'aigle bicéphale éployée de sable becquée et membrée de gueules, à la cotice du même brochant sur le tout. »

Blason.

La cotice (ou bâton en bande — quasi équivalent) est une bande réduite en largeur et était utilisée en général comme brisure pour les cadets. Le père de Bertrand représente une branche cadette de la famille Du Guesclin.

## Renseignements complémentaires
- « Du Guesclin » est une forme modernisée de son nom, dont on ignore la graphie d'origine. Selon certains historiens, le nom des seigneurs de Pontorson, puis de Broons était Du Guerplic. L'historiographie contemporaine hésite entre Bertrand du Guesclin, surnommé Du Guesclin ou du Guesclin, et parfois édité comme Bertrand Du Guesclin ou Bertrand Duguesclin en raison d'erreurs dans le cas où la ponctuation (la différence orthographique entre les noms propres et noms communs). Le connétable lui-même ne nous laisse aucune indication, signant simplement Bertran. Sa mère, Jeanne de Malemains, se désigne elle-même « Uxor domini mei Roberti de Glaquino ». Ce nom de Glaquin, ou plus souvent Claquin, se retrouve chez les poètes du siècle suivant François Villon et Jean Marot. La dalle de la basilique Saint-Sauveur de Dinan derrière laquelle est enterré son cœur mentionne Gueaqui (avec un tilde sur le « ui » qui peut représenter le « n » final ou éventuellement une autre lettre en supposant que le « n » ait disparu par usure du bord). Une légende forgée par des romanciers généalogistes pour expliquer l'étymologie de son nom, le fait descendre d'Aquin ou d'Haquin, général maure mythique qui aurait conduit les armées arabes à la bataille de Poitiers et se serait installé en Armorique vers 755 dans un château nommé Glay, Glay et Aquin ayant fusionné pour donner Gléaquin puis Guesclin[2]. On trouve son nom sous la forme Bertrand du Glesquin chez Montaigne[63].
- Bien que la plupart des représentations qui ont été faites de lui le montrent avec une épée, Du Guesclin n'utilisait pas cette arme avec laquelle il n'était pas très habile, lui préférant une grande hache[64].
- Du Guesclin est considéré comme « le Ganelon de la Bretagne » par d'actuels nationalistes bretons qui lui reprochent d'avoir fait marcher les troupes du roi de France qu'il commandait en tant que connétable, sur celles du duché de Bretagne, alors indépendant.
- Alexandre Dumas, dans Le Bâtard de Mauléon, relate dans une prose flamboyante l'expédition en Espagne de Bertrand du Guesclin.
- Un portrait de Du Guesclin radicalement différent est dressé dans le Cycle de Tristan de Castelreng, une saga historique de Pierre Naudin. Cette œuvre de fiction le présente comme un personnage peu recommandable, mal élevé et incapable de prouesses, preuves historiques à l'appui. L'auteur conteste même le « du » de son nom, affirmant que le personnage s'appelait en réalité Bertrand Guesclin, la marque de noblesse n'ayant été rajoutée que très longtemps après sa mort par des romanciers en manque de héros.
- Il fut pendant longtemps, du milieu du XIXe siècle au milieu du XXe siècle, un des héros français qui furent à la République ce que sont les saints aux religions. À cette époque, son histoire, plus ou moins romancée, était présentée comme la vie d'un citoyen modèle, que sa conscience très personnelle avait toujours amené à faire le bien du plus grand nombre, au service de sa patrie.

## Hommages
- Statue équestre de Bertrand du Guesclin, Dinan, Emmanuel Frémiet (1902).
- Monument à Bertrand du Guesclin, Caen, Arthur Le Duc, (1912-1914).
- Un timbre postal, d'une valeur de 0,15 + 0,05 nouveau franc a été émis à l'effigie de Du Guesclin le 22 mai 1961, avec une oblitération « Premier jour » le 20 mai 1961 à Broons[65].
- Une médaille à l'effigie de Du Guesclin (tête casquée en cotte de mailles) accompagnée de sa devise nil virtus generosa timet[66] a été gravée en 1913 par Charles Gustave de Marey (1878-1967).
- La 129ème promotion de l'École des officiers de la Gendarmerie nationale est baptisée en son nom[67].
- La communauté de communes du Pays de Du Guesclin est nommée en son honneur[68].
- Le challenge Duguesclin, une compétition d'escrime organisée chaque novembre à Dinan, est nommé en son honneur[69].

Outre un prix hippique en son nom, un prix littéraire, le prix du Guesclin a été créé en 2010 par l'Association Cocktail & Culture pour récompenser l’auteur d’un essai, d’une biographie ou d’un roman historique.
La 6e promotion de l'École militaire interarmes (1966-1967) le choisit comme parrain sous le nom de « connétable du Guesclin ».

La 129e promotion de l'École des officiers de la Gendarmerie Nationale porte le nom « Connétable Bertrand du Guesclin »

Caen, Monument à Bertrand du Guesclin, Arthur Le Duc, (1920).
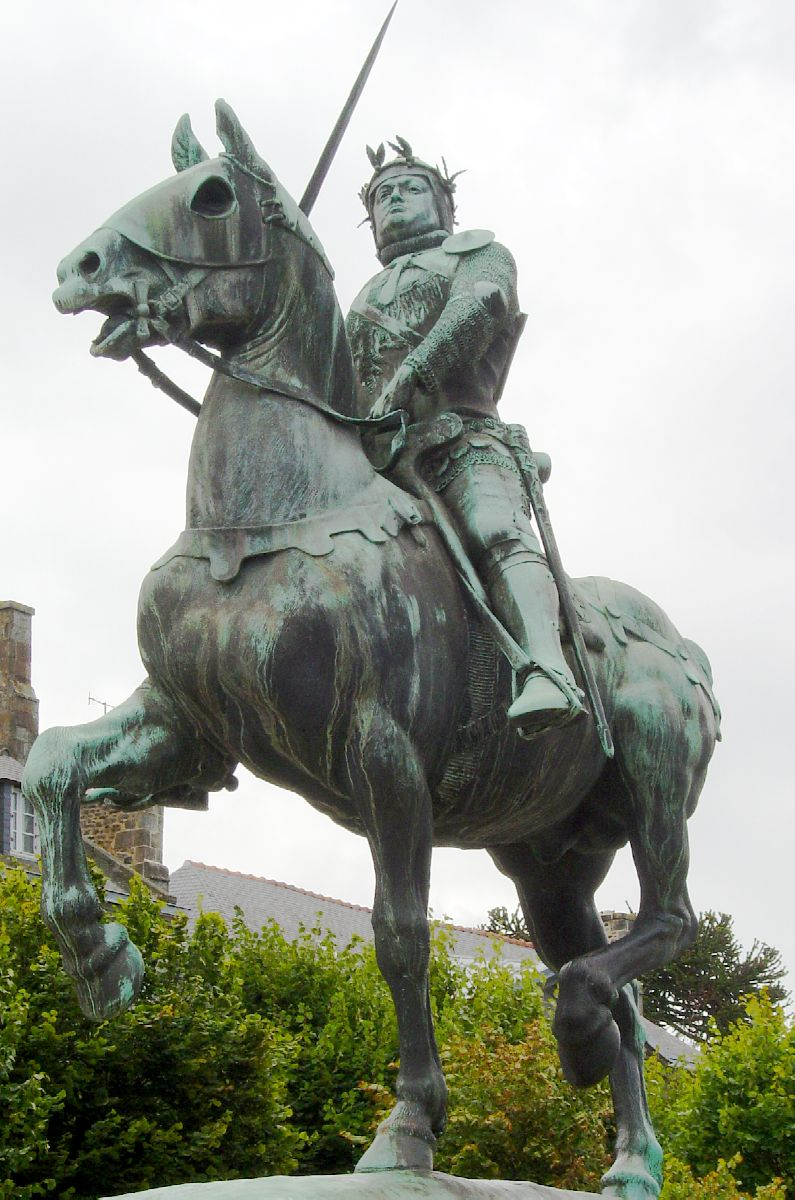
Statue équestre de Bertrand du Guesclin à Dinan.
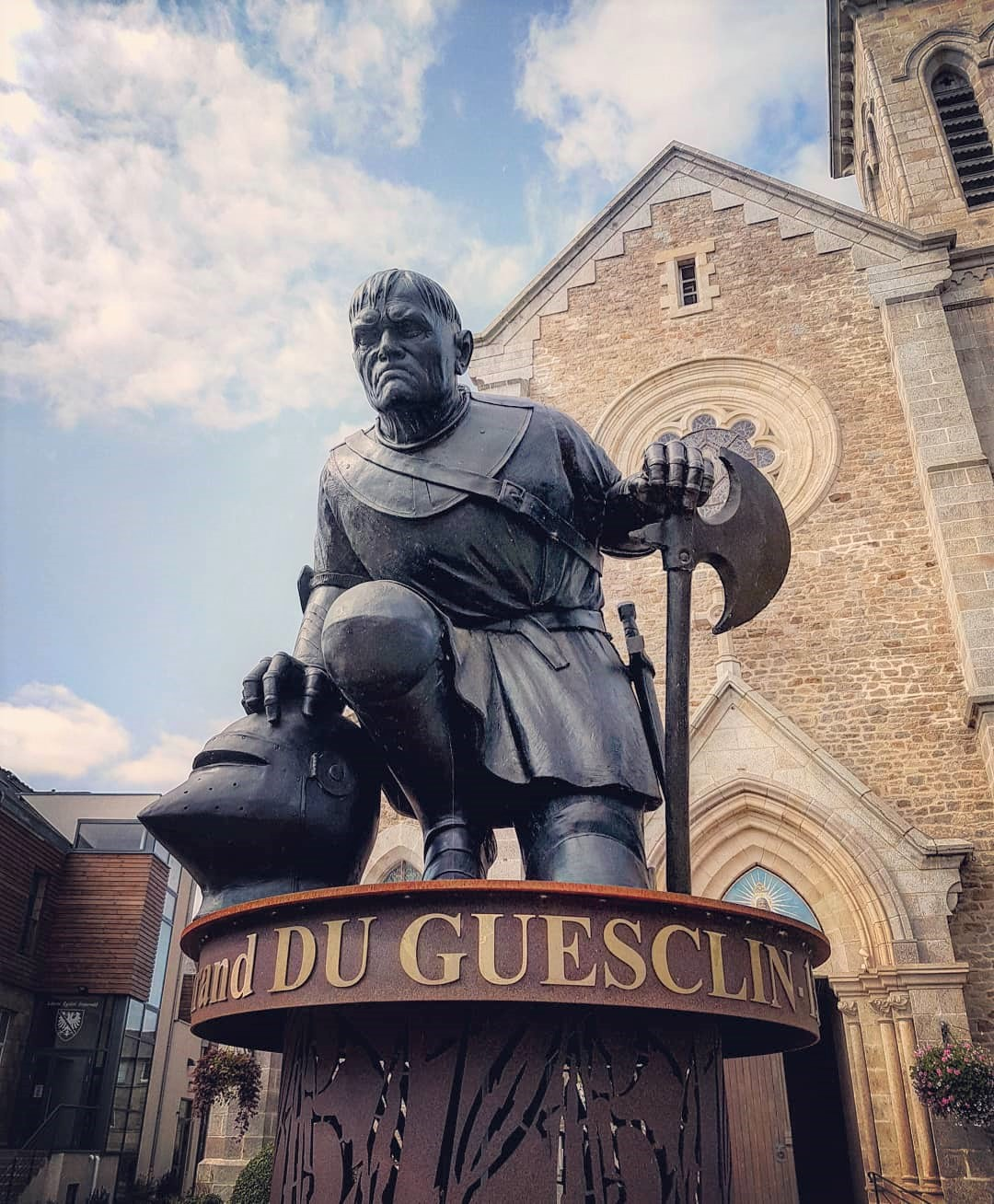
Statue de Bertrand du Guesclin, à Broons son village natal en Bretagne